# Caprimulgus nigriscapularis
El chotacabras hombrinegro (Caprimulgus nigriscapularis) es una especie de ave caprimulgiforme de la familia Caprimulgidae propia de África occidental y  central. Anteriormente se consideraba una subespecie del chotacabras músico (Caprimulgus pectoralis).